# پالئوژن
| سامانه  | ردیف    | اشکوب      | سن (میلیون سال) |
| ------- | ------- | ---------- | --------------- |
| نئوژن   | میوسن   | آکیتانین   | → پیش از آن     |
| پالئوژن | الیگوسن | چاتین      | ۲۳٫۰۳–۲۸٫۴      |
| پالئوژن | الیگوسن | روپلین     | ۲۸٫۴–۳۳٫۹       |
| پالئوژن | ائوسن   | پریابونین  | ۳۳٫۹–۳۷٫۲       |
| پالئوژن | ائوسن   | بارتونین   | ۳۷٫۲–۴۰٫۴       |
| پالئوژن | ائوسن   | لوتتین     | ۴۰٫۴–۴۸٫۶       |
| پالئوژن | ائوسن   | ایپرزین    | ۴۸٫۶–۵۵٫۸       |
| پالئوژن | پالئوسن | تانتین     | ۵۵٫۸–۵۸٫۷       |
| پالئوژن | پالئوسن | سلاندین    | ۵۸٫۷–۶۱٫۷       |
| پالئوژن | پالئوسن | دانین      | ۶۱٫۷–۶۵٫۵       |
| کرتاسه  | پسین    | ماستریختین | → پس از آن      |

پالئوژن (به انگلیسی: Paleogene یا Palaeogene) یا ترشیاری زیرین دوره‌ای زمین‌شناسانه است که از ۶۶ میلیون سال پیش آغاز شد و در ۲۳،۰۳ میلیون سال پیش به پایان رسید و نخستین بخش دوران نوزیستی را تشکیل داد. این دوره که برای نزدیک به ۴۳ میلیون سال ادامه پیدا کرد به خاطر آن مهم و شناخته‌شده است که در طی آن پستانداران در پی انقراض بزرگ کرتاسه-پالئوژن که پایان دوره پیشین، کرتاسه، را رقم می‌زد، از شکل‌هایی ساده و کوچک به گروه‌های متنوع و بزرگ فرگشت پیدا کردند. پرندگان نیز به شکل قابل توجهی در این دوره فرگشت یافتند و تقریباً شکل نوین کنونی خود را پیدا کردند.همچنان قبل از این دوره در دوره پالیوژن تنوع پستانداران رویت شد
این دوره، شامل دورهای پالئوسن، ائوسن و اولیگوسن می‌شود. پایان پالئوسن در نزدیک ۵۵ میلیون سال پیش، شاهد یکی از بزرگترین دوران‌های دگرگونی جهانی در طی نوزیستی بود دمای بیشینه پالئوسن-ائوسن که چرخه‌های اقیانوسی و جوی را کند کرد و باعث انقراض تعداد بسیاری از روزن‌داران اعماق دریاها شد و تأثیرات شدیدی بر پستانداران گذاشت. پالئوژن پس از کرتاسه رخ داد و پس از آن، دور میوسن از دوران نوزیستی بر زمین حکم‌فرما شد.